# Хон Йон Чжо
Хон Йон Чжо (кор. 홍영조; народився 22 травня 1982; Пхеньян, КНДР) — північнокорейський футболіст, нападник клубу «25 квітня» та національної збірної Корейської Народно-Демократичної Республіки. Протягом ігрової кар'єри виступав також в Сербії за клуб «Бежанія» та в Росії за клуб «Ростов».